# Csajozós film
A Csajozós film (eredeti cím: Date Movie) 2006-ban bemutatott amerikai romantikus filmvígjáték-paródiafilm, amelyet Jason Friedberg és Aaron Seltzer forgatókönyvéből Aaron Seltzer rendezett. A főbb szerepekben Alyson Hannigan, Adam Campbell, Jennifer Coolidge, Tony Cox, Fred Willard és Eddie Griffin látható.
A film a romantikus vígjátékok paródiája: olyan műveket figuráz ki, mint a Bazi nagy görög lagzi, az Apádra ütök, A randiguru, a Doktor Szöszi és a Bridget Jones naplója.
Az Amerikai Egyesült Államokban 2006. február 17-én mutatták be. Bár lesújtó kritikákat kapott, bevételi szempontból sikeresnek bizonyult.

## Cselekmény
A túlsúlyos Julia Jones arról ábrándozik, hogy feleségül megy Napoleon Dynamite-hoz, de még álmában is visszautasítást kap. A lány attól tart, sosem talál rá az igaz szerelem, miután kétségbeesett próbálkozásait kudarc kíséri. Apja, Frank görög éttermében dolgozva azonnal vonzódni kezd egy Grant Telibekúr nevű vendéghez. Véletlenül leüti a férfit és ezután már nem látja őt, így Julia azt feltételezi, ő is elmenekült előle.
Julia egy Hitch nevű randiguruhoz fordul segítségért, aki vonakodva elvállalja a megbízást, és egy garázsban vonzóvá „alakíttatja át” a lányt. Julia bekerül egy valóságshowba, ahol a párkereső agglegény nem más, mint Grant. Ő egy puskával azonnal „kiszavazza” az összes lányt, kivéve Juliát, így kettesben eltölthetnek egy romantikus vacsorát. Utána a lány lakásán egymáséi lesznek és Grant nemsokára a kezét is megkéri. A jegyespár megismerkedik Grant különc szüleivel, Bernie-vel és Rozzal, illetve azok házvezetőjével, Eduardóval (aki Grant szüzességét is elvette).
Elmennek egy túlbuzgó esküvőszervezőhöz, Zsír-Lóhoz és Julia megismerkedik Grant vőfélyével, Andyval. Andy valójában Grant vonzó ex-menyasszonya és titokban vissza akarja szerezni a férfit, félreállítva Juliát az útból. Julia beveri a fejét és képessé válik a gondolatolvasásra, ezért tudomást szerez a nő tervéről és Kill Bill-stílusban megküzdenek egymással.
Julia elkésik az esküvőről és szemtanúja lesz, amint Grant és Andy megcsókolja egymást (de nem tudja, hogy a férfi elutasította Andyt). A csalódott Julia apja tanácsára hajlandó hozzámenni esetlen éttermi kollégájához, Nickyhez. Az oltárnál Frank ellenezni kezdi a frigyet, mert rájön, Grant mindig is őszintén kedvelte a lányát, már annak átalakulása előtt is. Julia Grant után siet, aki már hónapok óta vár rá egy háztetőn. Bár a lány elkésik, a tetőről lezuhanva épp szerelme karjaiban landol. Esküvőjükön végül Andy és Nicky is egymásra talál. 
Nászútjukon a Koponya-szigetre mennek, ahol King Kong egy Anne nevű, megkötözött nőt molesztál, majd üt agyon.

## Szereplők
| Szerep                                               | Színész           | Magyar hang        |
| ---------------------------------------------------- | ----------------- | ------------------ |
| Julia Jones                                          | Alyson Hannigan   | Murányi Tünde      |
| Grant Telibekúr                                      | Adam Campbell     | Vincze Gábor Péter |
| Frank Jones                                          | Eddie Griffin     | Kálid Artúr        |
| Andy                                                 | Sophie Monk       | Peller Anna        |
| Hitch                                                | Tony Cox          | Kerekes József     |
| Bernie Telibekúr                                     | Fred Willard      | Maróti Gábor       |
| Roz Telibekúr                                        | Jennifer Coolidge | Makay Andrea       |
| Linda Jones                                          | Meera Simhan      | Fehér Anna         |
| Nicky                                                | Judah Friedlander | Scherer Péter      |
| Betty Jones                                          | Marie Matiko      |                    |
| Zsír-Ló                                              | Valery Ortiz      |                    |
| Anne                                                 | Carmen Electra    |                    |
| Eduardo                                              | Mauricio Sanchez  | Láng Balázs        |
| Jinxers a macska (hangja)                            | Frank Welker      |                    |
| idős macskás nő                                      | Beverly Polcyn    | Erdélyi Mari       |
| Ty Andrews                                           | Scott Speedman    |                    |
| Danny Ricks                                          | Jack Cortes       |                    |
| Gandalf                                              | Tom Fitzpatrick   | Pálfai Péter       |
| Frodo                                                | Tom Lenk          | Elek Ferenc        |
| önmaga                                               | Lil Jon           |                    |
| Napoleon Dynamite / Owen Wilson (Ünneprontók ünnepe) | Josh Meyers       |                    |
| Michael Jackson                                      | Edward Moss       |                    |
| Britney Spears                                       | Nadia Dina Ariqat |                    |
| Kevin Federline                                      | Nick Steele       |                    |
| Ben Stiller                                          | Jasen Salvatore   |                    |
| Bridget Jones                                        | Bridget Ann Brno  |                    |

## Parodizált filmek, sorozatok
forrás:
- Bazi nagy görög lagzi
- Apádra ütök és Vejedre ütök
- Bridget Jones naplója
- A randiguru
- Ünneprontók ünnepe
- Kill Bill 1.
- A Gyűrűk Ura-trilógia
- Mr. és Mrs. Smith
- Harry és Sally
- Derült égből Polly
- King Kong
- Pimp My Ride
- 40 éves szűz
- A szerelem hullámhosszán
- Álljon meg a nászmenet!
- Csavard be, mint Beckham
- Nevetséges Napóleon
- Mindenütt nő
- Micsoda nő!
- Mondhatsz bármit
- Kidobós: Sok flúg disznót győz
- Star Wars – A Sith-ek bosszúja
- A Nagy Ő
- Mi kell a nőnek?
- Hogyan veszítsünk el egy pasit 10 nap alatt
- Doktor Szöszi

## Filmzene
1. Kelis – Milkshake
2. The Perceptionists – Party Hard
3. Barry White – You’re The First, The Last, My Everything
4. Pitbull (feat. Lil Jon) – Toma
5. Todd Schietroma – Funhop
6. The Lovin’ Spoonful – Do You Believe in Magic?
7. Soundmaster T – Too Much Booty (In da Pants)
8. Flii Stylz & Tenashus – Break It on Down
9. Player – Baby Come Back
10. David Kitay – The Price is Right (Theme)
11. Alana D. – Break it Down
12. Classic – Come on Shake
13. Sparklemotion – What Will You Do?
14. Pussycat Dolls – Don't Cha